# Bird River (Winnipeg River)
Der Bird River (englisch für „Vogel-Fluss“) ist ein rechter Nebenfluss des Winnipeg River in den kanadischen Provinzen Ontario und Manitoba.

## Verlauf
Der Bird River entspringt im Woodland Caribou Provincial Park im äußersten Westen Ontarios. Er durchfließt den Kanadischen Schild anfangs in südwestlicher, später in westlicher Richtung. Dabei durchfließt er zahlreiche Seen, darunter Paull Lake, Eagle Lake, Chase Lake, Snowshoe Lake, McGregor Lake, Elbow Lake, Tulabi Lake und Bird Lake. In den Eagle Lake mündet der Zufluss Talon River. Im Mittellauf durchfließt der Bird River den im Osten Manitobas gelegenen Nopiming Provincial Park. Westlich des Bird Lake verläuft die Manitoba Provincial Road 315 entlang dem Flusslauf. Hier liegt auch der Ort Bird River. Schließlich mündet der Bird River in den östlichen Teil des Lac du Bonnet, welcher vom Winnipeg River durchflossen wird. Der mittlere Abfluss am Ausfluss aus dem Bird Lake beträgt 6,4 m³/s. Der Fluss hat eine Länge von etwa 140 km.
Im 19. Jahrhundert trug der Fluss auch den Namen “Riviere l’Oiseau” (französisch für „Vogelfluss“).
Der Bird River ist im Nopiming Provincial Park als Wildwassergewässer für Kanu- und Kajakfahrer erschlossen.